# جورج بيري (اقتصادي)
جورج بيري (بالإنجليزية: George Perry) هو اقتصادي أمريكي، ولد في 1934 في نيويورك في الولايات المتحدة.